# Homecoming (Lost)
"Homecoming" er det femtende afsnit af tv-serien Lost. Episoden blev instrueret af Kevin Hooks og skrevet af Damon Lindelof. Det blev første gang udsendt 9. februar 2005, og karakteren Charlie Pace vises i afsnittets flashbacks.